# Maratus linnaei
Maratus linnaei là một loài nhện trong họ Salticidae.
Loài này thuộc chi Maratus. Maratus linnaei được Waldock miêu tả năm 2008.